# Clavesana
Clavesana (en français Cravesane) est une commune italienne de moins de 1 000 habitants située dans la province de Coni dans la région Piémont, dans le Nord-Ouest de l'Italie.

## Administration
| Période                                  | Période  | Identité          | Étiquette    | Qualité |
| ---------------------------------------- | -------- | ----------------- | ------------ | ------- |
| 1996                                     | 2004     | Michele Chiecchio |              |         |
| 2004                                     | 2009     | Bruno Terreno     |              |         |
| 2009                                     | En cours | Luigi Gallo       | Lista civica |         |
| Les données manquantes sont à compléter. |          |                   |              |         |

### Hameaux
Madonna delle Neve (sede del municipio), Ghigliani, Sbaranzo, Surie, Costa Prà, Feia, Prato del Pozzo, Cravili, Ansaldi, Villero, Gorea, Chiecchi, San Pietro, San Bartolomeo, Gai, Gerino, Tetti

### Communes limitrophes
Bastia Mondovì, Belvedere Langhe, Carrù, Cigliè, Farigliano, Marsaglia, Murazzano, Rocca Cigliè

### Jumelages
- Rogno (Italie)